# يوسف الزلزلة
يوسف سيد حسن سيد علي سيد صالح الزلزلة، من مواليد 16 سبتمبر 1959، نائب سابق في مجلس الأمة الكويتي، ووزير كويتي سابق.

## نبذة شخصية
يحمل الدكتوراه في الإحصاء، وشغل منصب العميد المُساعد للشؤون الأكاديمية والبحوث والدراسات العليا، وعضو هيئة التدريس في قسم الطرق الكمية ونُظم المعلومات بكلية العلوم الإدارية وعضو الجمعية الكويتية لحقوق الإنسان وجمعية الصحافيين الكويتية وحصل على عضوية مجلس الأمة عام 2003 و2009 وديسمبر 2012 المُبطل بحكم المحكمة الدستورية وعضوية مجلس الأمة عام 2013، وكان وزيرًا للتجارة والصناعة عام 2006، وتبوء منصب رئيس مجلس إدارة شركة كي جي أل البترولية.

## مسيرته السياسية
ترشح في انتخابات مجلس الأمة الكويتي 1999 في الدائرة الأولى، وحصل على المركز الرابع برصيد 542 صوت وخسر الانتخابات، وشارك في انتخابات مجلس الأمة الكويتي 2003 في الدائرة الأولى، وحصل على المركز الثاني برصيد 1452 صوت وفاز بالانتخابات، وشارك في انتخابات مجلس الأمة الكويتي 2006 في الدائرة الأولى، وحصل على المركز الثالث برصيد 2267 صوت وخسر الانتخابات.، وفي 9 فبراير 2006 تم تعيينه وزيرا للتجارة وللصناعة في الحكومة الثانية والعشرين، وقد استقال في 28 مايو 2006.

## أبرز مواقفه في مجلس الأمة
| الكتل                                 | مُستقل                     |
| اللجان                                | لجنة الأولويات            |
| طرح الثقة بجابر الخالد (2009)         | معارض لطرح الثقة          |
| طلب عدم التعاون مع ناصر المحمد (2011) | رفض طلب عدم التعاون       |
| متورط في الإيداعات (2011)             | حقق معه نيابة الاموال     |
| شطب محاور الاستجواب (2013)            | موافق                     |
| طرح الثقة بمحمد العبد الله (2013)     | غير موافق                 |
| تحويل جلسة الشريط إلى سرية (2014)     | طلب ووافق علي سرية الجلسة |
| شطب استجواب جابر المبارك (2014)       | موافق                     |
| تعديل قانون المحكمة الدستورية (2014)  | موافق                     |
| قانون البصمة الوراثية (2015)          | موافق                     |
| منع المسيئين (2016)                   | مع المنع                  |